# Ryley
Ryley è un villaggio in Alberta centrale, Canada. Si trova nella Contea di Beaver, lungo l'Highway 14 tra le città di Edmonton e di Viking. La città di Camrose è a circa 58 km (36 mi) al sud di Ryley. Il villaggio è stato chiamato nel 1908 dopo G.U. Ryley, commissario della terra a quei tempi della Grand Trunk Pacific Railroad.

## Società

### Evoluzione demografica
Nel censimento 2011, il Villaggio di Ryley aveva una popolazione di 497 persone in 215 delle sue 241 abitazioni totali, una variazione dell'8.5% rispetto al 2006 la popolazione di 458. Con una superficie di 1.97 km² (0.76 sq mi), aveva una densità abitativa di 252.3/km² (653.4/sq mi) nel 2011.
Nel 2006, Ryley aveva una popolazione di 458 persone in 221 abitazioni, un aumento del 4.8% rispetto al 2001. Il villaggio dispone di una superficie di 1.97 km² (0.76 sq mi) e una densità di popolazione di 232.1/km² (601/sq mi).

## Attrazioni
Ryley vanta molti servizi, come ad esempio l'unica piscina al coperto in un villaggio in Alberta, una scuola che gestisce quattro giorni a settimana, un museo, una tre-foglio di palestra di curling pista, una pista di pattinaggio all'aperto, uno skate park, e una sala della comunità.